# Christopher Walters Stockdale
Christopher Walters Stockdale (1665–1713) foi um político inglês e proprietário de terras em Yorkshire que serviu como membro do Parlamento de Knaresborough de 1693 até à sua morte em 1713.

## Vida
Ele nasceu Christopher Walters em 1665, o segundo filho de Robert Walters de Cundall Manor. O seu tio era William Stockdale, um distinto parlamentar Whig que ocupou a sua cadeira por Knaresborough por 33 anos sem interrupção. Como condição para herdar os bens substanciais e interesses políticos do seu tio, ele mudou o seu sobrenome para Stockdale por licença real em 1693. Esta propriedade incluía Bilton Hall perto de Harrogate. No mesmo ano, foi eleito Membro do Parlamento por Knaresborough.
Christopher Stockdale casou-se com Elizabeth, filha de Sir Thomas Liddell, 2º Baronete do Castelo de Ravensworth. Eles tiveram um filho chamado William Stockdale.